# Província de Toliara
Toliara (també Toliary) és una província de Madagascar amb una superfície de 161.405 km².
La seva població era de 2.229.550 habitants el juliol del 2001. La seva capital és Toliara. Fa frontera amb les següents províncies:
- Província de Mahajanga - nord
- Província d'Antananarivo - nord-est
- Província de Fianarantsoa - est

## Divisió Administrativa
- 1. Amboasary
- 2. Ambovombe-Androy
- 3. Ampanihy
- 4. Ankazoabo
- 5. Bekily
- 6. Beloha
- 7. Belon'i Tsiribihina
- 8. Benenitra
- 9. Beroroha
- 10. Betioky
- 11. Betroka
- 12. Mahabo
- 13. Manja
- 14. Miandrivazo
- 15. Morombe
- 16. Morondava
- 17. Sakaraha
- 18. Tôlanaro
- 19. Toliara Rural
- 20. Toliara Urban
- 21. Tsiombe